# Стъклопис
Стъклописите (или витражи, от френски: vitrage – „остъкление“) са цветни рисунки от стъкло. Те са декоративно и изобразително изкуство, използващо цветни парченца стъкло, които се подреждат в мозайка и изобразяват различни фигури. Стъклописите най-често заместват стъклата на прозорците в християнски църкви, изобразявайки библейски сцени или просто преплетени християнски символи.

## Технология на изработка
За закрепване на парченцата стъкло в равен лист най-често се използва рамка от олово с двоен П-образен профил, наречена шпросна. Мекото олово се обработва лесно и позволява стъклата да се закрепят плътно, без опасност да бъдат спукани от напрежението на металната рамка. Друг вариант за прикрепване на парченцата стъкло е т. нар. „Арабски витраж". При него съединяването става посредством гипс, тъй като сплавите, с които се спояват шпросните, се топят при неособено висока температура, което изключва използването им за правене на витражи за места, където е горещо.

## Готически витраж
Витражът е едно от основните направления на готическата живопис, който постепенно измества фресковата живопис. Техниката на витража остава същата, както през предишния период, но цветовата палитра става по-богата и цветна, а сюжетите по-сложни – наред с изображенията с религиозни сюжети се появяват витражи на битови теми. Освен това, във витражите почват да се използват не само цветно, но и безцветно стъкло.
Стъклописът е най-разпространената и престижна форма на живописта в Северна Европа до XV век, когато е изместен от панелната живопис. Готическата архитектура осигурява в големите сгради обширни пространства, които да бъдат заети от стъкло. В началото на периода се използват предимно черна боя и чисти или светло оцветени стъкла, но в началото на XIV век се увеличава употребата на смеси, съдържащи сребро, с които се рисува върху стъкло, след което се изгарят. Това позволява постигането на голямо разнообразие от цветове, групирани около жълтото. В края на периода започват да се използват все по-големи парчета стъкло, в които жълтият цвят е доминиращ.
- витраж от катедралата в Троа
- Розета от Нотр Дам, Париж
- Линкълнска катедрала – източен прозорец
- Възкресение на мъртвите Музей Клюни